# Clinocera dimidiata
Clinocera dimidiata är en tvåvingeart som beskrevs av Friedrich Hermann Loew 1869. Clinocera dimidiata ingår i släktet Clinocera och familjen dansflugor. Inga underarter finns listade i Catalogue of Life.